# Grace Omaboe
Grace Omaboe, conocida popularmente como Maame Dokono, es una actriz, cantante, autora y expolítica ghanesa. Dirigió el antiguo orfanato Peace and Love, actual escuela Graceful Grace en Acra. Fue honrada por los organizadores de los premios 3Music por su logro en la industria del entretenimiento en su país.

## Biografía
Grace Omaboe nació el 10 de junio de 1946 en Birim Norte. Se convirtió en un nombre familiar del entrenamiento ghanés a través de su papel en la popular serie dramática de Akan "Obra",  transmitida por GBC TV, la serie de televisión más larga de Ghana.
Inicialmente escritora de Osofo Dadzi en los años 70, Nana Bosompra la animó a actuar en una serie que coprodujo llamada Keteke. Conocida popularmente como Maame Dokono, participó en varias películas ghanesas tanto en akan como en inglés. Protagonizó el cortometraje de 2013 Kwaku Ananse y Children of the Mountain (2016).
En 2000 y 2004, se presentó como candidata parlamentaria para el Congreso Nacional Democrático (NDC) en New Abirem para el distrito electoral de Birim Norte. En 2008 desertó al gobernante Nuevo Partido Patriótico (PNP). Ella afirmó que el partido fabricó historias en su contra, obligándola a luchar y ganar un caso judicial entablado contra su orfanato por negligencia criminal. En 2016, abandonó su carrera política, argumentando que era una pérdida de tiempo, dinero y que estaba llena de mentirosos.
Fue seleccionada como presidenta del jurado de los Golden Movie Awards Africa (GMAA) 2017.

## Filmografía
- Obra
- Kwaku Ananse
- I Surrender
- P over D
- Children of The Mountain
- Amerikafo
- Matters of the Heart
- John and John
- Crossfire
- Sacrifice
- Expectations
- Keteke
- Jewels
- Jewels 2
- Aloe Vera

## Vida personal
Omoboe estuvo casada, pero el matrimonio terminó en divorcio. Tiene seis hijos, dos en los Estados Unidos, dos en los Países Bajos y el resto en Ghana.
Aunque en su momento fueron muchas las especulaciones de relación con su compañero David Dontoh (Keteke y Obra), él no confirma ni niega estos rumores, pero insiste en que fueron muy buenos amigos, mientras que ella ha revelado que salieron e incluso se mudaron juntos por un tiempo, pero se separaron por diferencias irreconciliables.